# ZiS-112
ZiS 112/ZiŁ 112 – rodzina samochodów wyścigowych produkowanych przez radzieckie zakłady ZiŁ (do 1956 roku ZiS) w kilku różnych wersjach w latach 50. XX wieku. Do napędu używano dolnozaworowych silników V8 o pojemności 6 litrów. Moc przenoszona była na oś tylną poprzez 3-biegową manualną skrzynię biegów. Następcą z lat 60. był model ZiŁ-112S.

## Historia
Rodzina samochodów wyścigowych pod nazwą ZiS/Ził 112 objęła kilka różnych modeli, produkowanych w jednostkowych ilościach przez całe lata 50. Jako pierwszy powstał w 1951 roku ZiS 112 (znany też później jako ZiS 112/1). Oparty był na podwoziu limuzyny ZiS-110, charakteryzującym się długim rozstawem osi 3760 mm. Głównym konstruktorem był W. Rodionow. Napęd stanowił eksperymentalny silnik V8 wywodzący się z silnika ZiS-110, z nową głowicą z zaworami dolotowymi (zawory wylotowe były z boku cylindrów), o pojemności 6 l (6005 cm³) i mocy 182 KM. Awangardowe w formie trzymiejscowe opływowe nadwozie coupe pozostawało pod silnym wpływem mody "aerokosmicznej" i wyróżniało się długą maską z wlotem powietrza imitującym silnik odrzutowy i dzieloną mocno pochyloną przednią szybą (projektantem nadwozia był W. Rostkow). Prędkość maksymalna wynosiła 204 km/h.
W 1954 roku samochód został przebudowany: skrócono o 60 cm rozstaw osi – do 3160 mm, usunięto dach zamieniając nadwozie w roadster i zmodyfikowano silnik, który rozwijał teraz moc 192 KM (m.in. podniesiono stopień sprężania z 7,1 do 8,1 i zwiększono z dwóch do czterech liczbę gaźników). Prędkość maksymalna wynosiła 210 km/h.
W 1954 roku powstały dwa zbliżone do siebie samochody ZiS 112/2 i 112/3, o skróconym do 2910 mm rozstawie osi. Oba samochody różniły się od siebie nadwoziami, wykonanymi z włókna szklanego, według różnych technologii. Napęd stanowił forsowany silnik od osobowego ZiS-110, o pojemności 6005 cm³ i mocy 170 KM przy 3500 obr./min, pozwalający na osiągnięcie prędkości 200 km/h. Również transmisja, zawieszenie, układ hamulcowy i kierowniczy zostały przejęte z modyfikacjami z ZiS 110. Masa własna obu samochodów wynosiła 1740 kg.
W 1958 roku powstały dwa kolejne samochody ZiŁ 112/4 i 112/5. Napęd ZiŁa 112/4 stanowił forsowany silnik z ZiŁ-111 o mocy 200 KM przy 4200 obr./min, a ZiŁa 112/5 doświadczalny silnik ZiŁ 111 z półsferyczną komorą spalania, o mocy 220 KM przy 4000 obr./min. Pierwszy z nich miał rozstaw osi 2940 mm i masę 1800 kg, drugi rozstaw osi 3040 mm i masę 1680 kg. Oba samochody różniły się konstrukcją ramy nośnej. Zawieszenie, transmisja z trzybiegową skrzynią, układ hamulcowy i kierowniczy zostały nadal przejęte z modyfikacjami z ZiS 110. Oba samochody rozwijały ok. 230-240 km/h. Nadwozie oba samochody miały podobne, wykonane z włókna szklanego, charakteryzujące się ozdobnymi płetwami z tyłu.
W 1961 roku skonstruowano nowy model ZiŁ-112S, lżejszy i mniejszy od poprzedników.

## Dane techniczne ('54 prototyp)

### Silnik
- V8 5,8 l (5800 cm³), 2 zawory na cylinder, SV
- Układ zasilania: gaźnik
- Średnica cylindra × skok tłoka: 88,90 mm × 116,80 mm
- Stopień sprężania: 7,4:1
- Moc maksymalna: 148 KM (109 kW) przy 3600 obr./min
- Maksymalny moment obrotowy: b/d